# Fordwich
Fordwich is een  town en civil parish in het bestuurlijke gebied City of Canterbury, in het Engelse graafschap Kent. De plaats telt 381 inwoners, waarmee het de kleinste town van Engeland wordt genoemd.
De plaats ligt aan de rivier Stour.